# Living in the Gleam of an Unsheathed Sword
Living in the Gleam of an Unsheathed Sword es un álbum en vivo de Earth. "Dissolution III" fue grabada el 17 de septiembre de 2002 en la radio universitaria WNYU-FM y "Living in the Gleam of an Unsheathed Sword" fue grabada el mismo día en una locación no identificada de Nueva York. El disco fue publicado a fines de enero de 2005 por el sello estadounidense Mega Blade.

## Lista de canciones
| N.º | Título                                       | Duración |  |
| 1.  | «Dissolution III»                            | 14:29    |  |
| 2.  | «Living in the Gleam of An Unsheathed Sword» | 58:54    |  |

## Créditos
- Dylan Carlson – guitarra
- Adrienne Davies – batería en "Living in the Gleam of An Unsheathed Sword"